# Ivanovice na Hané
Ivanovice na Hané (hanácky Vévanovice, německy Eiwanowitz in der Hanna) jsou město v okrese Vyškov v Jihomoravském kraji, 8 km severovýchodně od města Vyškov na říčce Hané při dálnici D1 a železniční trati z Brna do Přerova. Žije zde přibližně 3 000 obyvatel. Součástí města je i vesnice Chvalkovice na Hané.
Ivanovice na Hané jsou městem s bohatou historií. Prošly rukama velkým množstvím majitelů od rytířského řádu sv. Jana Jeruzalémského až po císařskou rodinu Habsburků. Je zde barokizovaný kostel svatého Ondřeje, zámek postavený na začátku 17. století a další historické památky.
Dnešní město je sídlem správy mikroregionu Ivanovická brána s rozrůstající se silniční a dopravní infrastrukturou. Stojí tu dvě základní školy, z čehož je jedna umělecká se zaměřením na hudbu. Město je též rodištěm varhanního virtuose a hudebního skladatele profesora Bedřicha Antonína Wiedermanna.

## Historie

### První písemná zmínka
Ivanovice na Hané byly pravděpodobně založeny okolo roku 950 a až do roku 1302 zůstaly malou dědinou. Původ jména pochází od prvních obyvatel nazývaných Evanovici podle hlavy rodiny Evana, jenž toto místo osídlil. Na osadu se toto jméno přeneslo asi ve 12. století, kdy se začalo jmenovat Evanovice. V lidové mluvě se osadě říkalo též Vévanovice zřídka i Vanovice. První písemná zmínka o vesnici pochází z roku 1183, kdy byl v Ivanovicích pánem vladyka Dluhomil. Tohoto roku jeho synové Trojan, Drslav a Vojslav vstoupili jako členové do rytířského řádu sv. Jana Jerusalémského a celý svůj majetek mu darovali. Z té doby pochází pravděpodobný původ maltézského kříže a půlměsíce na městském znaku.

### Pod správou johanitů
Ve 13. století správu obce řídil rychtář, purkmistr starší, purkmistr mladší a konšelé. Ke konci 13. století bylo obci králem Václavem II. nařízeno vybudovat opevnění, což Ivanovice splnily stavbou dvojích náspů (valů). Od roku 1302 tedy Ivanovice byly opevněným sídlem.

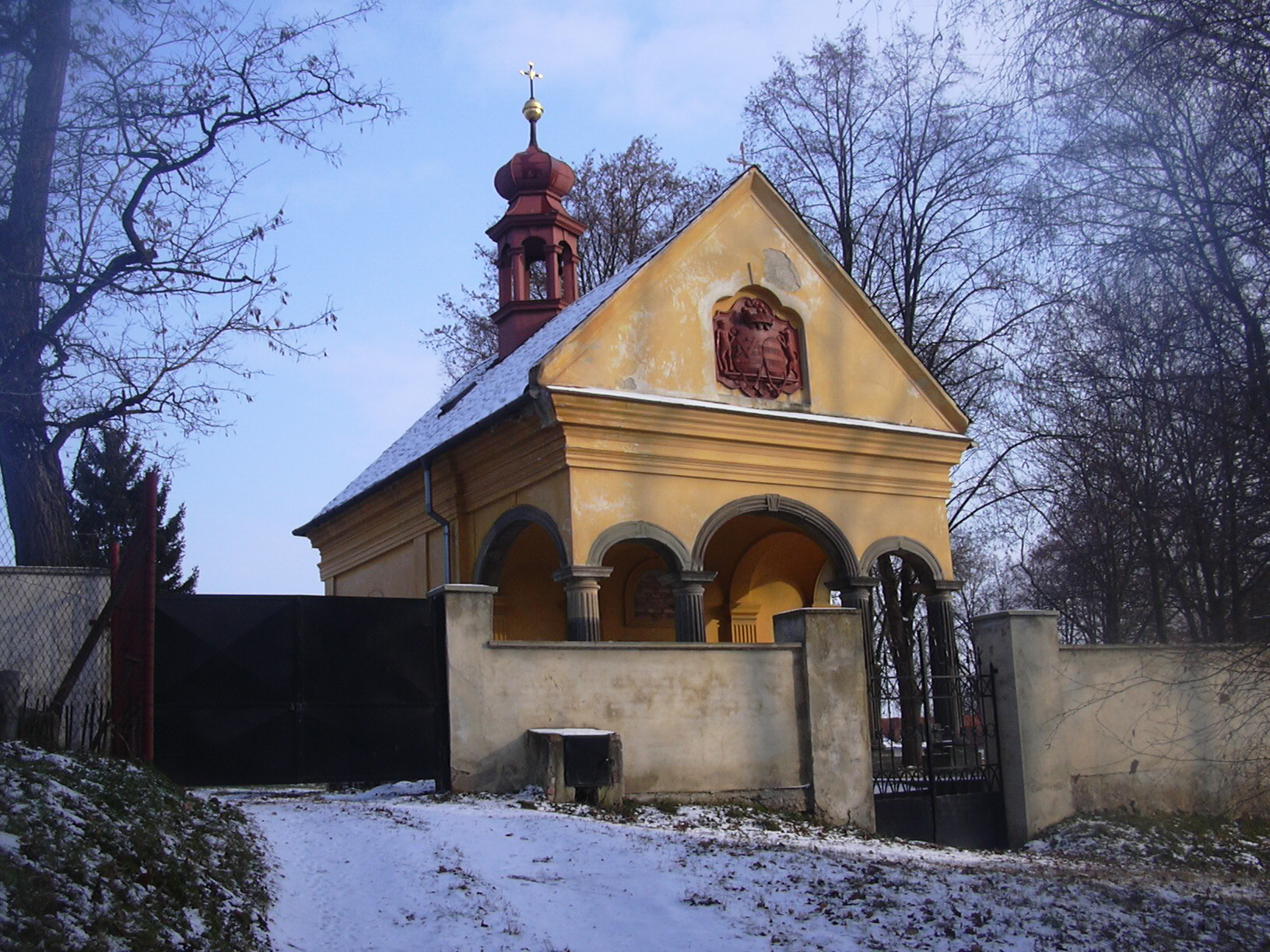
Hřbitovní kaple svatého Josefa

V roce 1425 císař Zikmund Lucemburský veškerý majetek johanitů zastavil ve prospěch Haška z Valdštýna, a ten jej obratem prodal Mikuláši z Vojslavic. Od něho jej odkoupili opět johanité. Avšak již v roce 1446 ivanovické panství johanité zastavili brněnskému měšťanovi Michalovi Kunigsfelderovi, který pak začal užívat přídomek z Ivanovic. Po smrti Michala Kunigsfeldera v roce 1450 se ujali jeho majetku vdova Markéta a zeť Štěpán Lang. Po Langově smrti se jeho žena Kateřina znovu provdala, tentokrát za zámožného měšťana Hanuše Ryšana, na kterého bylo ivanovické panství zastaveno do 21. srpna 1456. V roce 1480 byl majetek opět v držení johanitů, kteří jej v roce 1490 prodali varadínskému biskupovi a správci olomoucké diecéze Janu Filipcovi. Tím skončilo téměř třísetleté vlastnění Ivanovic na Hané johanity.

### Rod Kropáčů z Nevědomí
V roce 1492 dal biskup Jan Filipec Ivanovice a Orlovice Janu z Kunovic, který tu roku 1496 založil nový špitál s nadací (tato nadace zanikla za třicetileté války). Roku 1503 se panství dostalo do rukou Jindřichu Kropáči z Nevědomí. Ivanovice si poté stěžovaly u zemského soudu, protože Jindřich Kropáč začal zvyšovat platy a roboty. Soud rozhodl roku 1513, že platy a roboty nemají být zvyšovány. Po smrti Bohuše Kropáče roku 1536 se panství rozdělilo mezi dědice. Panství znovu spojil až Beneš z Pražma roku 1565.

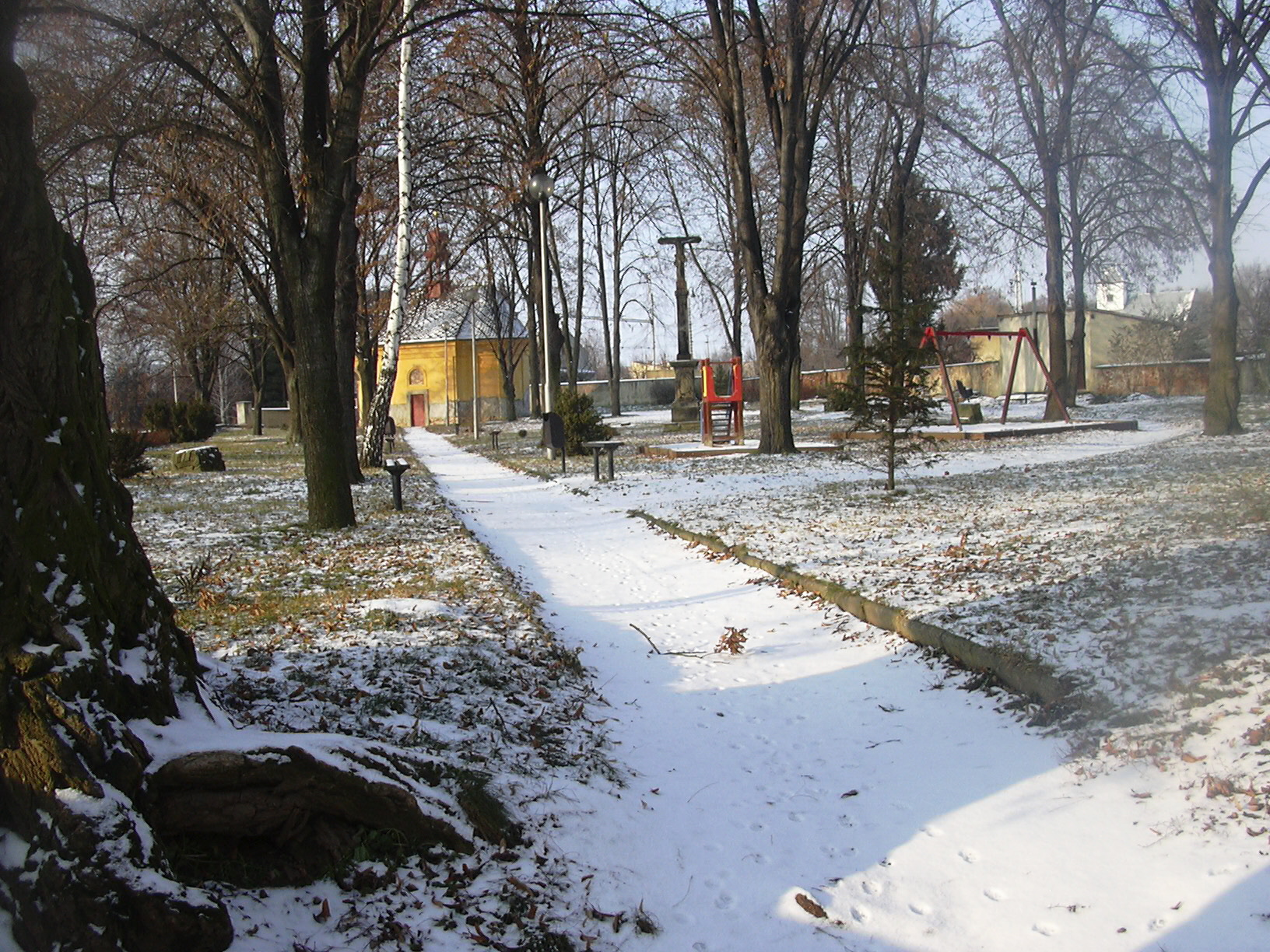
Městský park a původní hřbitov Za Branou (založen roku 1662)

V první polovině 16. století byl rozšířen počet trhů v městečku. Vladislav Jagellonský dal roku 1507 Ivanovicím výroční trh s frejunkem a roku 1547 Ferdinand I. povolil konání třetího výročního trhu v úterý po svatém Duchu.

### Rod Bukůvků z Bukůvky
Po Beneši z Pražma zdědil panství jeho syn Petr, který veškerý majetek úplně zadlužil a roku 1591 beze stopy zmizel. V následujících letech panství skoupil zemský hejtman hrabě Hynek z Vrbna. Po roce 1596 majetek převzal rod Bukůvků z Bukůvky, kteří zde roku 1608 začali stavět v renesančním slohu zámek. Tuto stavbu provedl mistr Antonín Pariz z Brna s pomocí kamenického mistra Jana Foncuna. Páni z Bukůvky panství drželi až do roku 1623, kdy jej Bernard Bukůvka z Bukůvky prodal Jindřichu Šlikovi z Pasauna a Lokte. Rok na to zachvátil Ivanovice veliký požár, který zničil skoro celé městečko, radnici i s pozemkovými knihami a listinami. V roce 1635 Šlik prodal vše zpět Bernardovi z Bukůvky, který tu zůstal až do své smrti v roce 1643. Poté bylo panství v držení hrabat Martiniců.
Během třicetileté války bylo městečko několikrát po sobě vypleněno vojáky. Naposledy vpadli do městečka Švédové, kterým odolal jen zámek. Z tohoto útoku zbyla v zámecké zdi dělová koule, kterou je tam možné vidět i dnes. Městečko z třicetileté války vyšlo velmi zuboženě. Tehdy byli obyvatelé pod nátlakem nuceni prodávat své majetky (polnosti a domky) panstvu z velkostatku. V roce 1677 zabrala vrchnost tři selské statky a vytvořila z nich tzv. Malý dvůr. Nástupcem hrabat Martiniců se stal v roce 1662 Mikuláš Pazman z Panasu (zakladatel hřbitova Za branou, na kterém se pohřbívalo do roku 1941).

### Rod Österreich-Este

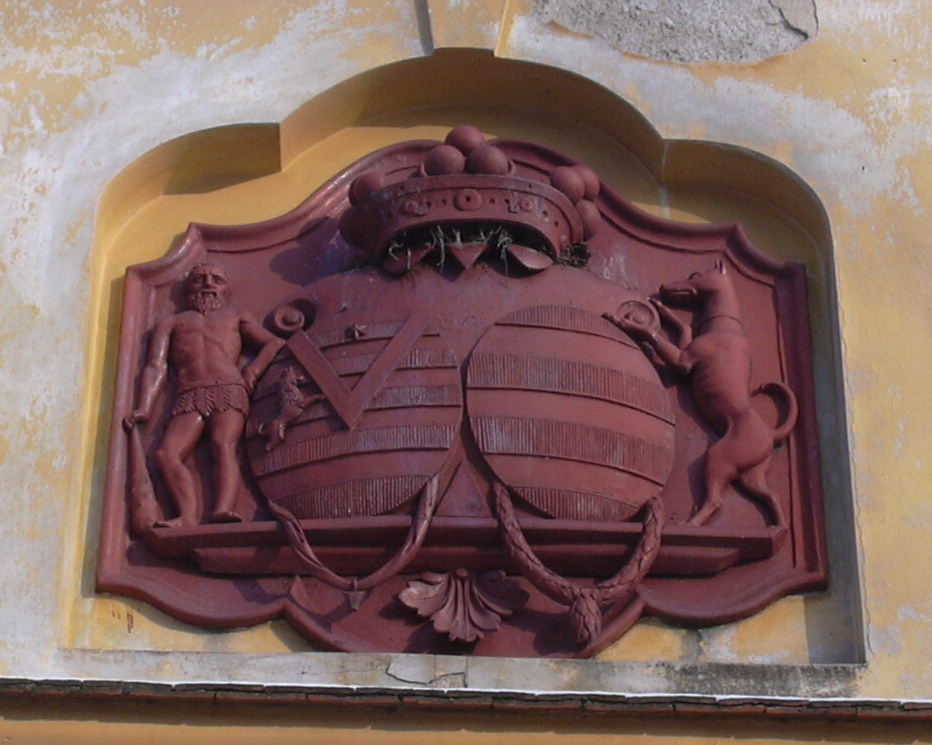
Znak markýze Františka Josefa z Lusignan

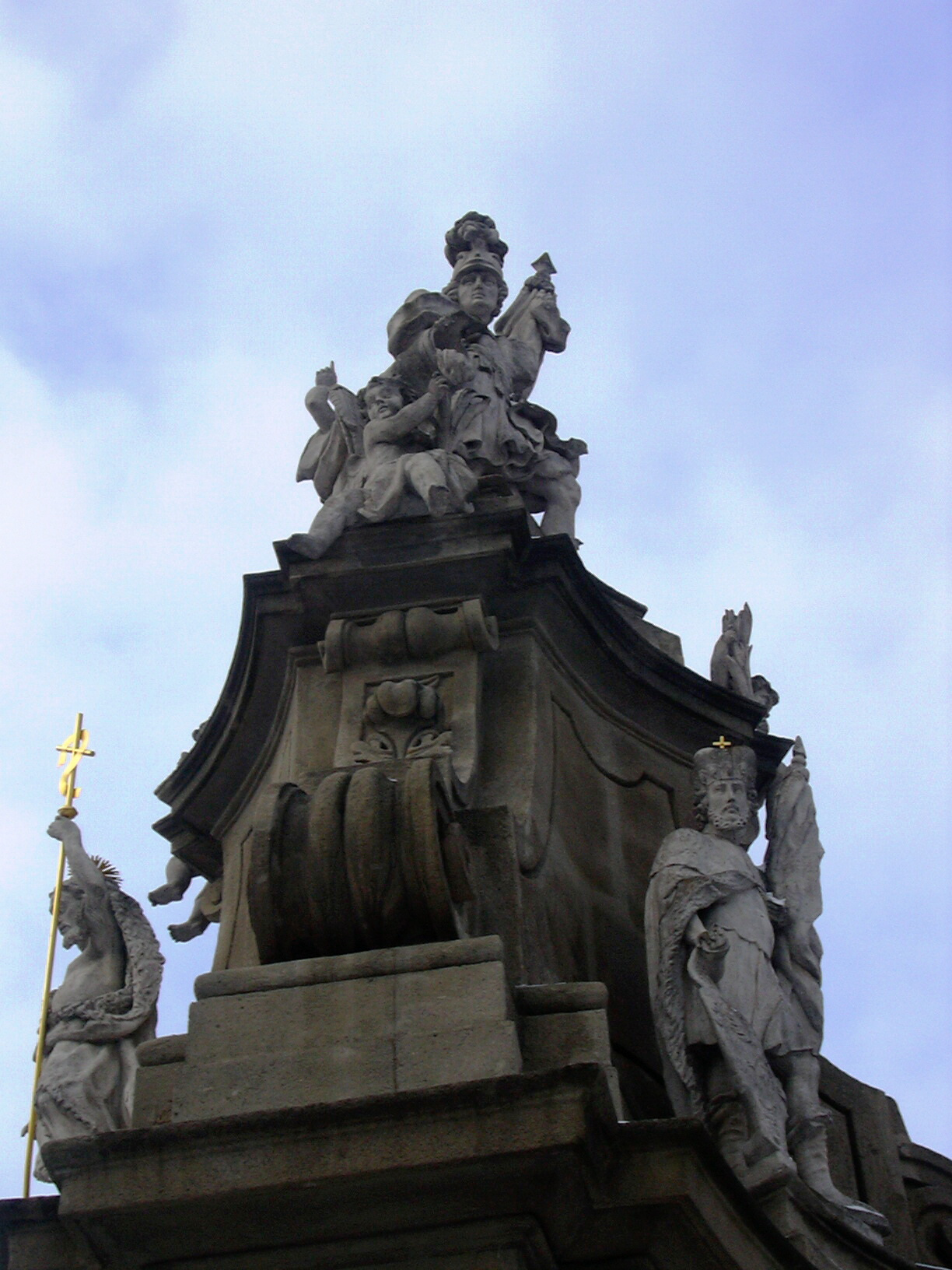
Svatý Florián

Mikuláš Pazman z Panasu ivanovické zboží prodal Karlu Jindřichu ze Žerotína, který držel panství rodu do roku 1702. Tehdy Ivanovice koupil hrabě Jan Zikmund z Rottalu, jenž se zasloužil opravou zámecké věže. V té době patřilo k ivanovickému hrdelnímu právu 26 obcí. Pánové ze Žerotína prodali v roce 1719 Ivanovice rodu Přepyských z Rychemberka, za nichž bylo na náměstí postaveno sousoší svatého Floriána. V roce 1765 byl Jan Václav Přepyský z Rychemberka na ivanovickém zámku zavražděn, jeho dědicem se stal hrabě z Pražma, jenž záhy zemřel, a tak přešlo celé panství zpět do rukou baronského rodu z Bukůvky. V letech 1788 a 1791 zachvátily Ivanovice dva velké požáry, při nichž shořelo 81 domů i s radnicí a významnými listinami.
Dalším majitelem se stala hraběnka Jana z Auerspergu, která se po ovdovění v roce 1795 provdala za markýze Františka Josefa z Lusignan. Oba jsou pohřbeni ve hřbitovní kapli Za branou, kterou k tomuto účelu nechali roku 1824 postavit. Po markýzově smrti bylo celé panství prodáno arcivévodovi Ferdinandu Österreich-d'Este, který nechal kolem zámku v roce 1840 zbudovat zámecký park. Za jeho držení panství bylo v dubnu roku 1848 zrušeno poddanství a byly sjednány smlouvy o výkupu roboty. Po roce 1848 začal v městečku čilejší hospodářský ruch a v roce 1850 povolila vláda Ivanovicím čtvrtý výroční trh, zavedla při týdenních trzích trhy dobytčí a povolila trhy na koně. Dne 1. května 1867 byla v obci založena pošta.

### Ivanovice v držení bavorského krále
Na město byly Ivanovice povýšeny dekretem císaře Františka Josefa I. dne 19. ledna 1909. Stalo se tak za starostování Františka Hanáka, jenž spravoval obec od roku 1899 až do roku 1919. Posledním majitelem byl bavorský král Ludvík III. se svou manželkou Marií Terezií d'Este, a to až do konce první světové války. Koncem roku 1919 byly provedeny obecní volby podle nově vydaného československého zákona a starostou byl zvolen Rudolf Havlík.
Nacistická okupace během druhé světové války si vyžádala 50 obětí, z čehož bylo 44 Židů. Ivanovice byly osvobozeny 29. dubna 1945. Po nástupu komunismu k moci v roce 1948 proběhlo několik neúspěšných pokusů o založení jednotného zemědělského družstva. Založeno bylo až v roce 1950 a obhospodařovalo 624 hektarů půdy. Po roce 1989 docházelo k rozvoji města podobně jako u jiných obcí a měst v regionu.

## Pamětihodnosti

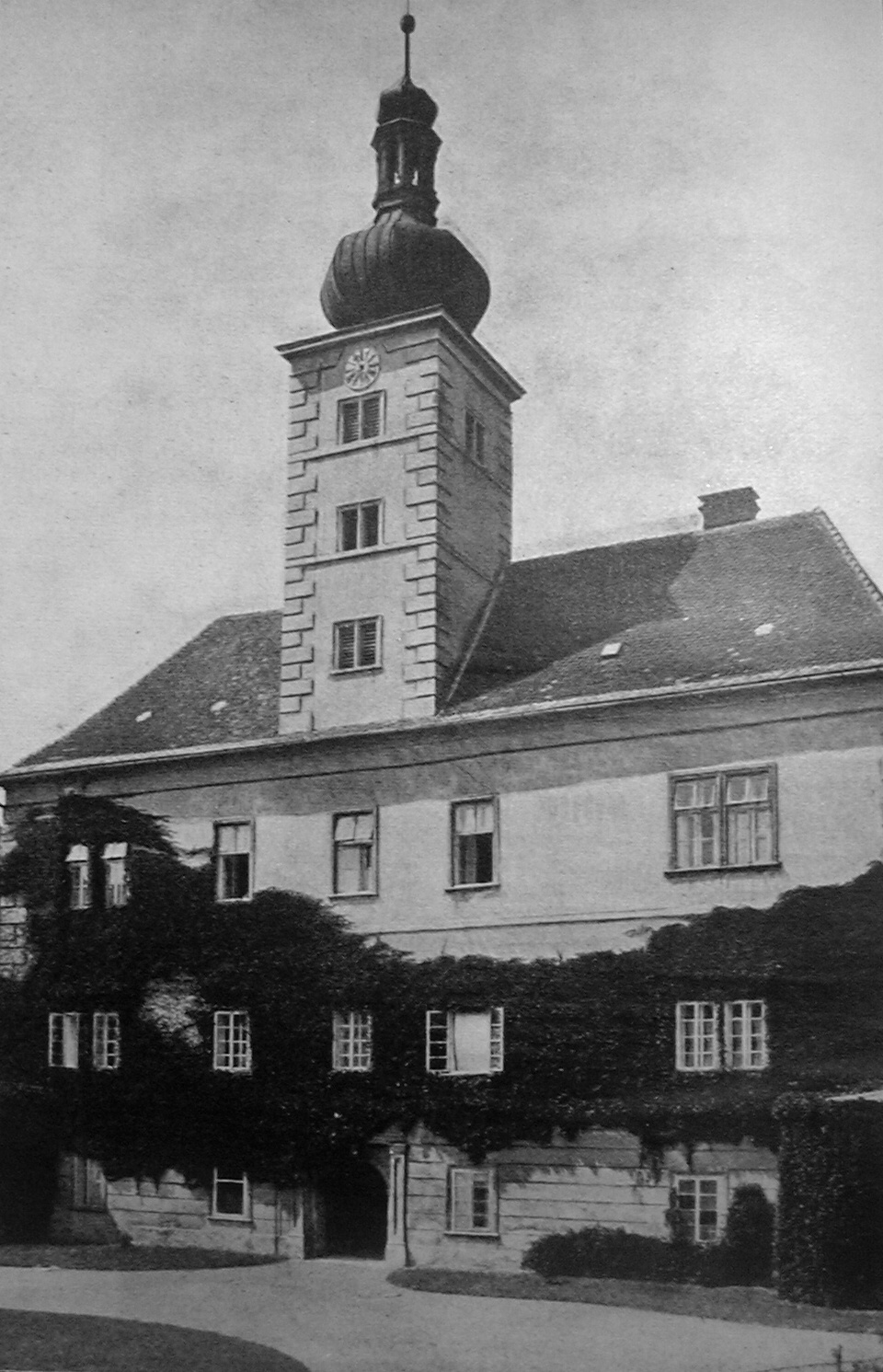
Zámek v Ivanovicích na Hané (foto z roku 1935)

- Kostel svatého Ondřeje byl postaven v druhé polovině 16. století a přestavěný do barokní podoby v průběhu 18. století. Oltářní obrazy Svatá rodina, Panna Maria Růžencová a Anděl strážce pochází z poloviny 19. století od malíře A. Prachaře. Renesanční náhrobní kameny jsou z konce 16. století.
- Zámek Ivanovice na Hané je renesančním zámkem z roku 1608. Byl přestavěn z původní gotické vodní tvrze Janem Bukůvkou z Bukůvky. Nad sloupovými pavlačemi v nádvoří jsou vytesány kamenné nápisy a erby rodu Bukůvků.
- Historická radnice ze 17. století je dvoupatrová budova s korintskými sloupy ozdobenými hlavicemi a jemnou balustrádou se třemi dekorativními vázami. Stojí vedle kostela svatého Ondřeje na okraji Palackého náměstí.
- Socha Bolestné Panny Marie z roku 1778 a sochy sv. Cyrila a Metoděje z roku 1890, jež se nachází před kostelem.
- Sousoší sv. Floriána z roku 1721 na Palackém náměstí. Socha svatého Floriána je od sochaře Antonína Heinze. Zbylé dvě sochy socha sv. Václava a sv. Jana Křtitele sem byly přeneseny a jsou od jiného mistra ze 17. století.
- Nejstarší akát na Moravě je strom, který roste na bývalém hřbitově za bránou, dnes upraveném jako městský park. Strom byl údajně zasazen při zbudování hřbitova okolo roku 1663. Obvod stromu je 500 cm, výška 11,5 m, stáří pravděpodobně 340 let.[12]
- Hřbitovní kaple svatého Josefa zbudovaná v roce 1824 Františkem markýzem z Lusignan, c. k. komořím a rytířem vojenského řádu Marie Terezie, též generálem, polním zbrojmistrem a majitelem pluku. V průčelí kaple je podloubí, v němž má markýz se svou ženou společnou hrobku.
- Pískovcový kříž z roku 1753
- Židovský hřbitov na okraji města je neznámého stáří s náhrobky od počátku 17. století.
- Boží muka a památníky mrtvých z napoleonských válek, připomínka na bitvu tří císařů v roce 1805 u Slavkova u Brna.
- Husův sbor – synagoga využitá jako sbor Církve československé husitské.

## Městská správa a politika

Věková struktura obyvatel obce Ivanovice na Hané roku 2011

Město náleží k Jihomoravskému kraji a je jedním z pěti měst okresu Vyškov. V místních volbách je voleno 15 členů městského zastupitelstva, kteří poté ze svých řad vybírají starostu, jeho dva zástupce a další členy městské rady, která má dohromady 5 členů. Při volbách do městského zastupitelstva na funkční období 2006–2010 ve dnech 20. října a 21. října 2006 byla v Ivanovicích na Hané volební účast 49,15 % s následujícími výsledky (městskou radu později vytvořili zástupci ODS a KSČM):
| Volby 2006 | Hlasů | Mandátů |   |
| ---------- | ----- | ------- | - |
| ODS        | 5 376 | 5       | 5 |
| KSČM       | 4 480 | 4       | 4 |
| ČSSD       | 3 119 | 3       | 3 |
| KDU-ČSL    | 3 174 | 3       | 3 |

Graf vývoje počtu obyvatel

Podle sčítaní lidu, domů a bytů z roku 2001 zde žilo 2904 obyvatel, z toho 1414 mužů a 1490 žen. Národnostní složení obyvatel města je poměrně homogenní – 2264 se hlásí k národnosti české, 499 k národnosti moravské, 29 k národnosti slovenské a 29 k národnosti romské. Z celkového počtu obyvatel se jich k víře hlásí 1268, z toho k římskokatolické církvi 1208 věřících. Druhá v pořadí, Církev československá husitská, zde má 13 věřících, všechna ostatní vyznání méně než deset.
Vývoj počtu obyvatel za celou obec i za jeho jednotlivé části uvádí tabulka níže, ve které se zobrazuje i příslušnost jednotlivých částí k obci či následné odtržení.
| Místní části (rok přičlenění k obci) | Místní části (rok přičlenění k obci) | 1869 | 1880 | 1890 | 1900 | 1910 | 1921 | 1930 | 1950 | 1961 | 1970 | 1980 | 1991 | 2001 | 2011 |
| ------------------------------------ | ------------------------------------ | ---- | ---- | ---- | ---- | ---- | ---- | ---- | ---- | ---- | ---- | ---- | ---- | ---- | ---- |
| Počet obyvatel                       | část Chvalkovice na Hané (1980)      | 765  | 786  | 795  | 799  | 781  | 831  | 896  | 753  | 732  | 632  | 566  | 441  | 461  | 444  |
| Počet obyvatel                       | část Ivanovice na Hané               | 1992 | 2398 | 2621 | 2744 | 3003 | 2922 | 3083 | 2589 | 2649 | 2520 | 2573 | 2547 | 2443 | 2400 |
| Počet obyvatel                       | celé město                           | 2757 | 3184 | 3416 | 3543 | 3784 | 3753 | 3979 | 3342 | 3381 | 3152 | 3139 | 2988 | 2904 | 2844 |
| Počet domů                           | část Chvalkovice na Hané (1980)      | 167  | 148  | 151  | 161  | 160  | 170  | 208  | 213  | 208  | 192  | 177  | 202  | 204  | 206  |
| Počet domů                           | část Ivanovice na Hané               | 364  | 411  | 435  | 465  | 500  | 550  | 617  | 660  | 646  | 631  | 577  | 636  | 633  | 670  |
| Počet domů                           | celé město                           | 531  | 559  | 586  | 626  | 660  | 720  | 825  | 873  | 854  | 823  | 754  | 838  | 837  | 876  |

## Školství a kultura

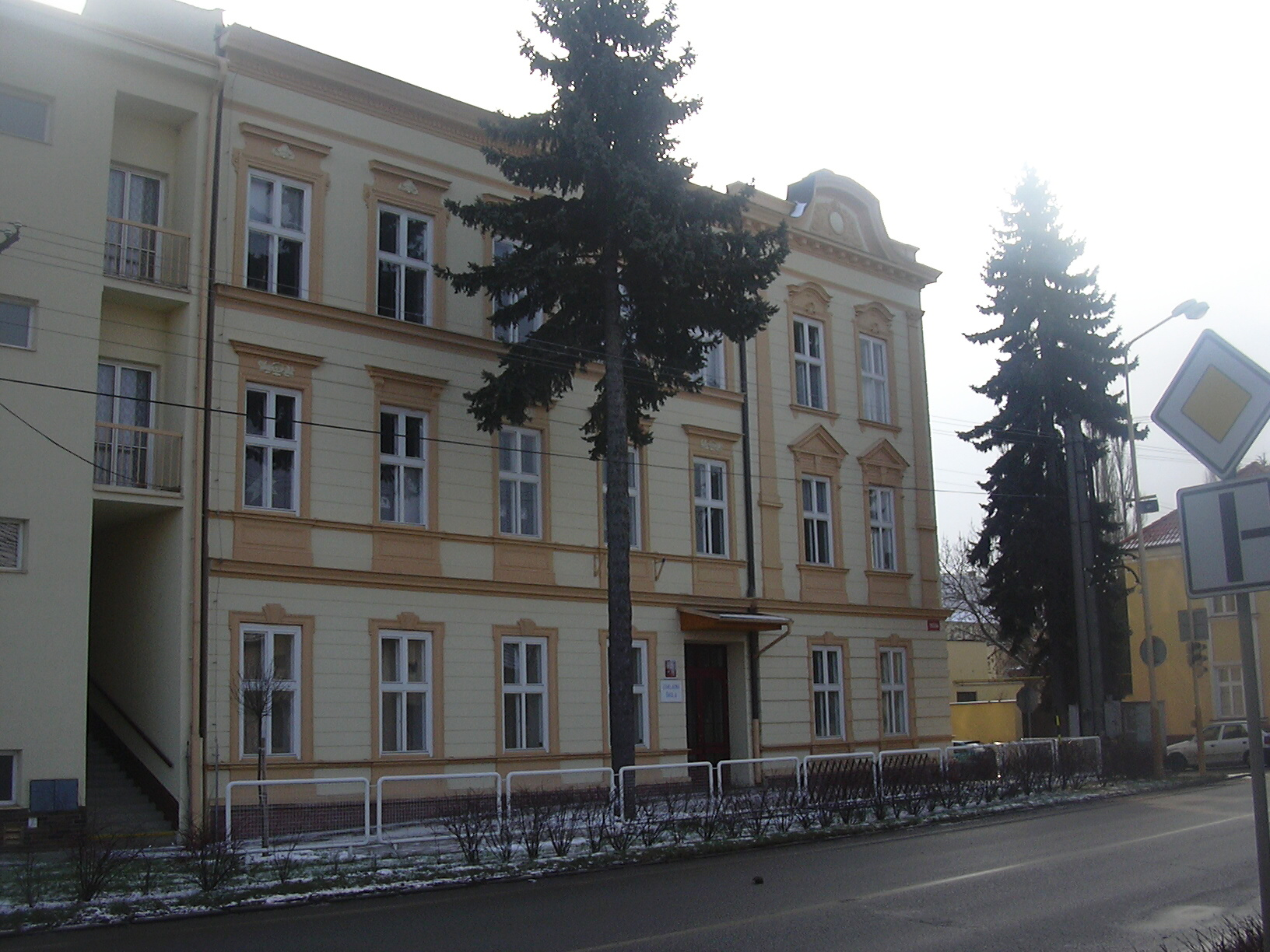
ZŠ Ivanovice na Hané

Z historického hlediska je významná poloha města ve středu etnografického regionu Haná. Dnes se ve městě pravidelně koná několik kulturních akcí, jako je Dětský maškarní karneval, Hasičský ples, Smrtná neděle, memoriál Zdeňka Pitnera v požárním útoku, Jarní trhy (květen), dálkový turistický pochod Z Chvalkovic do Chvalkovic, memoriál Jiřího Holby v požárním útoku (září), Mikulášské trhy a novoroční ohňostroj.
Ve městě je také městská knihovna, oficiálně založená v roce 1919, která vznikla sloučením tří spolkových knihoven: Čtenářského spolku Veleslavína, Ženské vzdělávací jednoty Libuše a Řemeslnické jednoty Svatopluk. Ve městě funguje Kulturní dům s malým a velkým kinosálem a o prázdninách je v provozu letní kino.
V Ivanovicích na Hané se nachází mateřská škola v Mlýnské ulici a základní škola, skládající se ze dvou budov, hlavní budova se nachází na ulici Tyršova (3. – 9. třída, jídelna, vedení školy) a vedlejší budova na ulici Wiedermannova (1. – 2. třída, dvě školní družiny). Základní škola má kapacitu 480 žáků. Dále je ve městě Základní umělecká škola (v ulici Rostislavově) se zaměřením na výuku hudebních, výtvarných a tanečních oborů. Střední ani vysoká škola zde není.
Pro sportovní aktivity lze využít využít sokolovnu TJ Sokol, sportovní halu MěÚ, hřiště Rozvíz TJ Slovan. Město pořádá regionální sportovní akce, jako jsou turnaje v nohejbalu a stolním tenise či dálkový pochod z Chvalkovic do Chvalkovic. Tradici zde má i požární sport v zastoupení SDH Ivanovice na Hané. Ve městě fungují kluby TJ Sokol Ivanovice na Hané, Klub českých turistů Chvalkovice na Hané, futsalový klub Futsal V.H.P Ivanovice a florbalový klub Florbal Ivanovice.

## Průmysl a zemědělství

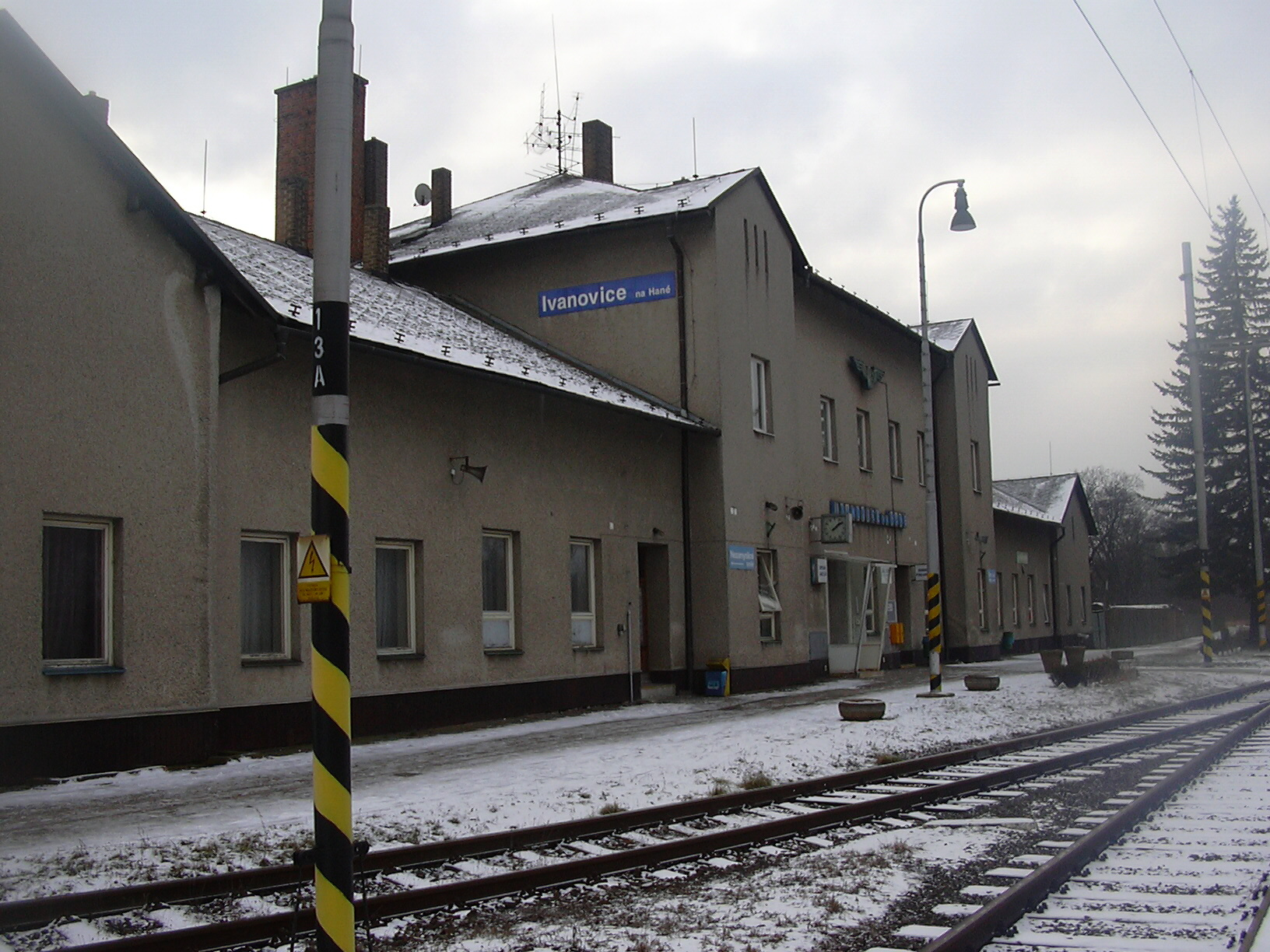
Vlakové nádraží

Než se Ivanovice staly městem, byly převážně obcí zemědělsko-řemeslnickou. Prvním velkým průmyslovým podnikem byla sladovna firmy Milschpeiser a Katscher založená v roce 1871. Zaměstnávala 120 dělníků a řadila se mezi největší v zemi. Dalším významným podnikem byla továrna zemědělských strojů Jana Šmída, jež vznikla ze zámečnické dílny v roce 1859 a roku 1928 již měla 80 zaměstnanců. Před druhou světovou válkou byly ve městě dvě cihelny, závod na výrobu perleti, textilní závod Egrova (později přebudován na OP Prostějov pobočka Ivanovice), dva mlýny (již zaniklé), továrna na výrobu elektrických motorů a Státní diagnostický a seroterapeutický ústav na výrobu očkovacích látek proti zvířecím nákazám (dnešní Bioveta). Dnešními předními podniky v Ivanovicích na Hané je již zmíněná Bioveta, dále pak Obchodní sladovna, Oseva (obchoduje se zemědělskými osivy), Firma Fischer vyrábějící upevňovací techniku a Oděvní průmysl.

## Doprava
Dopravní obslužnost ve městě je zajišťována silniční a železniční dopravou. V těsné blízkosti města vede dálnice D1s exitem 236. Městem dále prochází silnice I/47 z Vyškova do Kroměříže a silnice II/428 v úseku Drysice – Ivanovice – Morkovice-Slížany. SIlnice III. třídy jsou:
- III/4281 Ivanovice – Pustiměř
- III/4284 D1 – Medlovice
- III/43313 Ivanovice – Chvalkovice – Dřevnovice
- III/43314 Chvalkovice – Želeč

Ve městě není zavedena linka městské autobusové dopravy, autobusové spojení zajišťují dálkové autobusy.
Přístup k železniční dopravě je prostřednictvím nádraží Ivanovice na Hané na trati z Brna do Přerova. Nejbližší letiště pro sportovní účely je ve zhruba 8 km vzdáleném Vyškově.

## Rodáci
Město Ivanovice na Hané je spojeno s narozením řady slavných osobností, následující tabulka zachycuje některé z nich:
| Jméno                             | Nar. | Zem. | Povolání                                                              |
| --------------------------------- | ---- | ---- | --------------------------------------------------------------------- |
| Karel Dvořáček                    | 1911 | 1945 | spisovatel                                                            |
| František Herodek                 | 1892 | 1971 | kronikář města                                                        |
| Gustav Karpelese                  | 1848 | 1909 | historik židovské literatury                                          |
| František Benedikt Klíčník        | 1677 | 1755 | stavitel                                                              |
| Renata Langmannová                | 1986 |      | česká miss ročníku 2006                                               |
| Jan Vladimír Pokorný              | 1860 | 1922 | starosta, poslanec zemského sněmu a Říšské rady                       |
| Josef Pokorný                     | 1864 | 1927 | chemik                                                                |
| Jan Václav Přepyský z Rychemberka | 1697 | 1765 | šlechtic, majitel Ivanovického panství                                |
| Jan Rosák                         | 1947 |      | rozhlasový a televizní moderátor, scenárista a herec                  |
| Irena Šimonová                    | 1929 | 2017 | politická vězeňkyně komunistického režimu                             |
| Marie Šťastná                     | 1920 | 2000 | akademická malířka                                                    |
| Alois Složil                      | 1891 | 1951 | varhaník                                                              |
| Alois Složil ml.                  | 1924 | 1994 | hudební skladatel, klavírista, pedagog, první ředitel a učitel na ZUŠ |
| Jan Uhlíř                         | 1881 | 1963 | hudební skladatel, dirigent a hudební organizátor                     |
| B. A. Wiedermann                  | 1883 | 1951 | varhanní virtuos, hudební pedagog a skladatel                         |
| Filip Cyril Župka                 | 1885 | 1964 | spisovatel a básník                                                   |

Z Ivanovic pocházeli také předkové olomouckého arcibiskupa Theodora Kohna.

## Region

Mapa Ivanovic na Hané: 1 – Zámek Ivanovice na Hané; 2 – Kostel svatého Ondřeje; 3 – Železniční stanice; 4 – Hřbitovní kaple svatého Josefa

### Obec s pověřeným obecním úřadem
Město Ivanovice na Hané spadá do správního obvodu obce s rozšířenou působností Vyškov. Zároveň jsou Ivanovice obcí s pověřeným obecním úřadem, pod který spadá dalších 6 obcí: Dětkovice, Medlovice, Moravské Málkovice, Orlovice, Rybníček a Švábenice.

### Mikroregion Ivanovická brána
Svazek obcí mikroregionu Ivanovická brána byl založen v roce 2004 a tvoří jej celkem 11 obcí: Ivanovice na Hané, Dětkovice, Křižanovice u Vyškova, Medlovice, Moravské Málkovice, Orlovice, Prusy-Boškůvky, Rybníček, Švábenice, Topolany a Vážany.
Jeho sídlem jsou Ivanovice na Hané a jeho cílem je regionální rozvoj obecně. 